# أون ذا راديو (ريميمبر ذا دايز)
...On the Radio (Remember the Days) هي رابع أغنية روك للكندية نيللي فرتادو من ألبومها الأول وا، نيللي! نجحت الأغنية بشكل كبير في المكسيك حيث وصلت الأغنية إلى المركز الثالث هناك. الاسم الأساسي للأغنية هو Shit On the Radio ولكن الكلمة Shit حذفت من عنوان الأغنية نظراً للمعنى الغير لائق للكلمة.

## معلومات الأغنية
- تاريخ الإصدار: 3 ديسمبر 2001
- التسجيل: 2000
- النوع: Pop، Rock
- المدة: 3:55
- كلمات:Nelly Furtado
- ألحان: Gerald Eaton, Brian West

### قائمة الأغاني
1. "...On the Radio (Remember the Days)" (album version)
2. "...On the Radio (Remember the Days)" (clean version)
3. "Turn off the Light" (remix) featuring Ms. Jade and Timbaland
4. "Turn off the Light" (Decibel's After Midnight mix)